# Ennomos
Ennomos is een geslacht van vlinders uit de familie van de spanners (Geometridae) en de onderfamilie Ennominae.

## Soorten
- Ennomos alniaria Linnaeus, 1758 - geelschouderspanner
- Ennomos autumnaria Wernenburg, 1859 - iepentakvlinder
- Ennomos duercki Reisser, 1958
- Ennomos erosaria Denis & Schiffermüller, 1775 - gehakkelde spanner
- Ennomos fraxineti Wiltshire, 1947
- Ennomos fuscantaria (Haworth, 1809) - essenspanner
- Ennomos lissochila (Prout, 1929)
- Ennomos quercaria (Hübner, 1813)
- Ennomos quercinaria Hufnagel, 1767 - geelblad
- Ennomos subsignaria Hübner, 181, 1823
- Ennomos zandi Wiltshire, 1947